# Misumenops hunanensis
Misumenops hunanensis es una especie de araña cangrejo del género Misumenops, familia Thomisidae. Fue descrita científicamente por Yin, Peng & Kim en 2000.

## Distribución
Esta especie se encuentra en China.